# Терещенко, Юрий Васильевич
Юрий Васильевич Терещенко (1919—1993) — советский хозяйственный, государственный и политический деятель.

## Биография
Родился в 1919 году в посёлке Широкая Река. Член КПСС.
С 1941 года — на хозяйственной, общественной и политической работе: помощник начальника участка подземных работ Объединённого рудника, начальник участка шахты «Бакальчик», начальник Объединённого рудника, технический руководитель рудника им. ОГПУ, с 1952 главный инженер, в 1956—1960 управляющий Бакальского рудоуправления.
В 1960—1970 начальник треста «Центрруда» (Белгород). Под его руководством на территории Курской магнитной аномалии построены крупнейшие в СССР горно-обогатительные комбинаты — Лебединский и Михайловский.
Избирался депутатом Верховного Совета РСФСР 7-го созыва.
Награждён орденами Ленина, Октябрьской Революции, Трудового Красного Знамени, многими медалями, Почетной грамотой Верховного Совета РСФСР.
Умер в 1993 году в Белгороде.